# 켄셸라주

켄셸라주

켄셸라주(아랍어: ولاية خنشلة)는 알제리 북동부에 위치한 주로, 주도는 켄셸라이며 면적은 9,811km2, 인구는 384,268명(2008년 기준)이다.